# Гуцисько (Ніжанський повіт)
Гуцисько (пол. Hucisko) — село в Польщі, у гміні Гарасюки Ніжанського повіту Підкарпатського воєводства.
Населення — 455 осіб (2011).
У 1975-1998 роках село належало до Тарнобжезького воєводства.

## Демографія
Демографічна структура станом на 31 березня 2011 року:
|          | Загалом | Допрацездатний вік | Працездатний вік | Постпрацездатний вік |
| -------- | ------- | ------------------ | ---------------- | -------------------- |
| Чоловіки | 235     | 48                 | 167              | 20                   |
| Жінки    | 220     | 46                 | 124              | 50                   |
| Разом    | 455     | 94                 | 291              | 70                   |